# Кубок Беларуси по футболу 1997/1998
Кубок Беларуси по футболу 1997/1998 годов — 7-й розыгрыш ежегодного клубного турнира, второго по значимости в стране. Финал Кубка состоялся 26 мая 1998 года на стадионе «Динамо» в Минске. Обладателем трофея впервые стал витебский «Локомотив-96», переигравший минское «Динамо» только в дополнительное время со счётом 2:1.

## 1/16 финала
Матчи состоялись 2, 3 августа и 9 октября 1997 года.
| Хозяева                     | Счёт          | Гости                     |
| --------------------------- | ------------- | ------------------------- |
| Торпедо (Жодино)            | 2:3           | Динамо (Брест)            |
| Днепр (Рогачев)             | 0:6           | Торпедо (Минск)           |
| Локомотив (Витебск)         | 0:3           | Белшина (Бобруйск)        |
| БАТЭ (Борисов)              | 4:0           | Атака (Минск)             |
| Строитель (Старые Дороги)   | 0:7           | Днепр (Могилев)           |
| Коммунальник (Светлогорск)  | 1:2           | Торпедо-Кадино (Могилёв)  |
| ФК Гомель                   | 1:2           | Локомотив-96 (Витебск)    |
| Пинск-900                   | 2:4           | Динамо (Минск)            |
| ФК Береза                   | 1:3           | ФК Молодечно              |
| Кардан Флайерс (Гродно)     | 0:2           | Шахтёр (Солигорск)        |
| Белоозёрск (Белоозёрск)     | 0:4           | Динамо-93 (Минск)         |
| ФК Лида                     | 4:0           | Трансмаш (Могилев)        |
| Динамо-Юни (Минск)          | 0:0(3:4 пен.) | Нафтан-Девон (Новополоцк) |
| Свислочь-Кровля (Осиповичи) | 1:1(3:5 пен.) | Неман (Гродно)            |
| Ведрич-97 (Речица)          | 0:2(д.в.)     | Коммунальник (Слоним)     |
| Верас (Высокая Липа)        | 0:1           | МПКЦ (Мозырь)             |

## 1/8 финала
Матчи состоялись 18 октября 1997 года.
| Хозяева               | Счёт          | Гости                     |
| --------------------- | ------------- | ------------------------- |
| Шахтёр (Солигорск)    | 1:1(7:8 пен.) | Динамо (Минск)            |
| Днепр (Могилев)       | 2:0           | Торпедо (Минск)           |
| Динамо (Брест)        | 0:0(2:4 пен.) | Динамо-93 (Минск)         |
| Коммунальник (Слоним) | 0:3           | Локомотив-96 (Витебск)    |
| ФК Молодечно          | 4:2           | Нафтан-Девон (Новополоцк) |
| Неман (Гродно)        | 4:0           | Торпедо-Кадино (Могилёв)  |
| БАТЭ (Борисов)        | 1:0           | ФК Лида                   |
| Белшина (Бобруйск)    | 1:2           | МПКЦ (Мозырь)             |

## 1/4 финала
Матчи состоялись 30 апреля 1998 года.
| Хозяева                  | Счёт          | Гости           |
| ------------------------ | ------------- | --------------- |
| Динамо (Минск)           | 1:1(4:3 пен.) | Славия (Мозырь) |
| Динамо-93 (Минск)        | 3:2(д.в.)     | ФК Молодечно    |
| Локомотив-96 (Витебск)   | 2:1           | БАТЭ (Борисов)  |
| Днепр-Трансмаш (Могилев) | 1:0           | Неман (Гродно)  |

## 1/2 финала
Матчи состоялись 14 мая 1998 года.
| Хозяева                | Счёт          | Гости                    |
| ---------------------- | ------------- | ------------------------ |
| Динамо (Минск)         | 1:0           | Днепр-Трансмаш (Могилев) |
| Локомотив-96 (Витебск) | 0:0(4:2 пен.) | Динамо-93 (Минск)        |

## Финал
| 26 мая 1998 | \| Динамо (Минск) \| 1:2 (д.в.) \| Локомотив-96 (Витебск) \| \| Довнар 37′ \| Голы \| Рогожкин 90′ · Разумов 112′ \| | Динамо, Минск Зрителей: 4000 Судья: Сергей Шмолик (Брест) |
| Динамо: Сацункевич, Мищишин, Макаренко, Роднёнок (Довгулевец, 118), Довнар, Шило, Чернявский, Осипович (Подрез, 70), Володенков, Вяжевич (Лобанов, 112), Лагодич. Тренер: Владимир Курнев Локомотив: Селькин, Куланин, Кашкар, Коноплёв (Воропаев, 45), Дятлов, Чернышёв, Сивков (Вехтев, 96), Деменковец, Рогожкин, Разумов, Гормаш. Тренер: Вячеслав Акшаев. ПРЕДУПРЕЖДЕНИЯ: Вяжевич (45), Мищишин (85) - Гормаш (44), Кашкар (48), Вехтев (102). УДАЛЕНИЕ: Кашкар (82). | |                                                           |
| kick-off.by | |                                                           |
| Динамо (Минск) | 1:2 (д.в.) | Локомотив-96 (Витебск)                                    |
| Довнар 37′ | Голы | Рогожкин 90′ · Разумов 112′                               |

| Обладатель Кубка Беларуси 1997/98   |
| ----------------------------------- |
| Локомотив-96 (Витебск) Первый кубок |